# 安岑巴赫河 (施泰因巴赫河支流)
47°42′25.37″N 11°28′6.49″E / 47.7070472°N 11.4684694°E

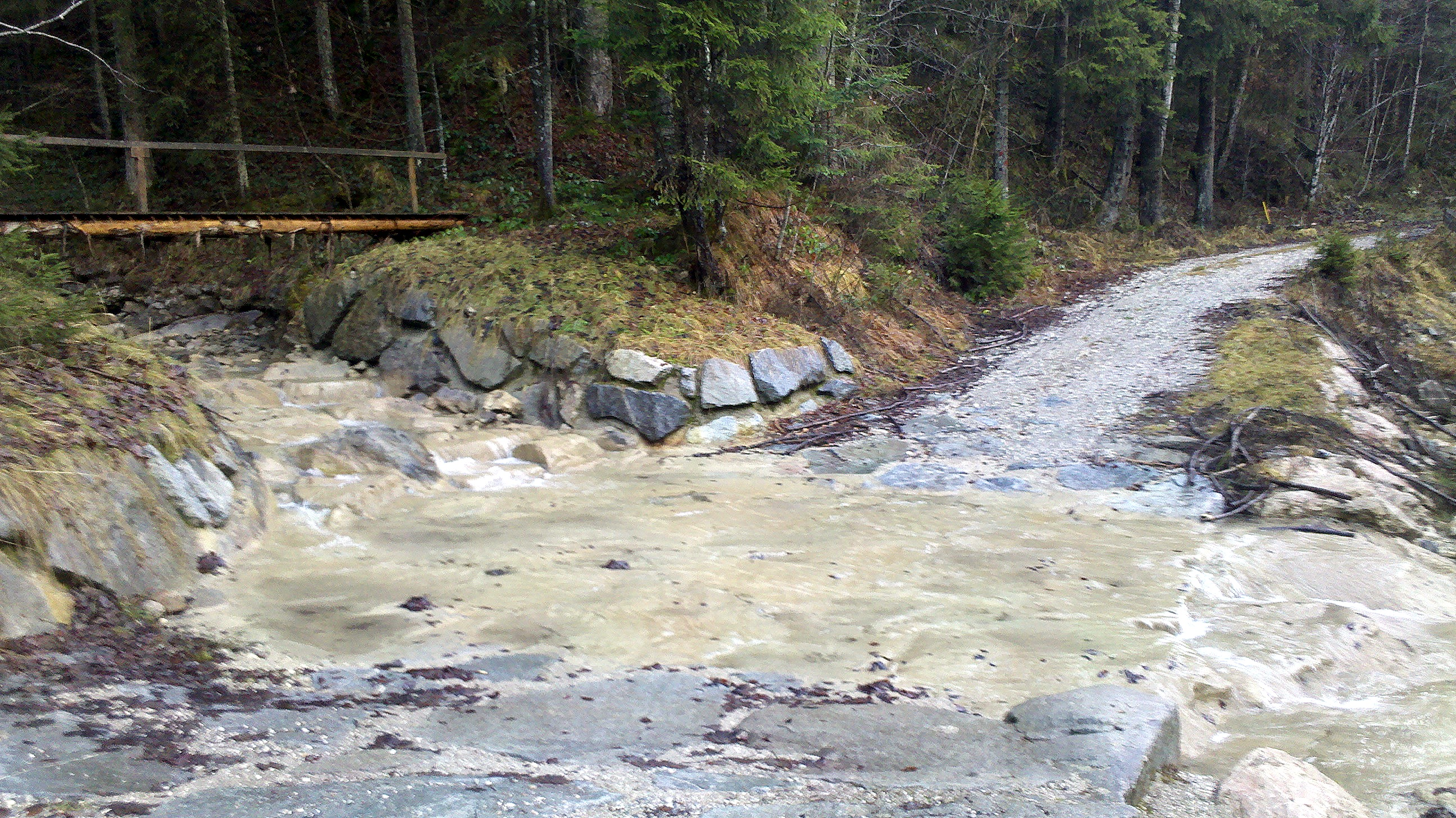

安岑巴赫河（德語：Anzenbach），是德國的河流，位於該國東南部，由巴伐利亞負責管轄，屬於施泰因巴赫河的右支流，河道全長2.4公里，流域面積2平方公里。